# Zahořanský potok (přítok Vltavy)
Zahořanský potok dříve nazývaný též Libřice je pravostranný přítok řeky Vltavy v okrese Praha-západ ve Středočeském kraji. Délka toku činí 14,0 km. Plocha povodí měří 51,2 km².

## Průběh toku
Potok pramení v severní části obce Psáry v nadmořské výšce okolo 385 m. V Psárech jej zleva posiluje první větší přítok, který se nazývá Sulický potok. Mezi Psáry a Libří, kterou protéká, zadržuje jeho vody nádrž Mordýřka. Zahořanský potok směřuje převážně na jihozápad a zařezává se do strmého údolí. Od Libře teče na severní hranici Jílovského zlatonosného revíru pod zalesněnými svahy k Zahořanům, před nimiž z pravé strany přibírá Libeňský potok. Posledním významnějším přítokem je Zlatý potok přitékající zprava z Pražské plošiny. Těsně před ústím do řeky Vltavy (Vranská přehrada) jej překonává železniční trať č. 210. Zahořanský potok tvoří hranici mezi Pražskou plošinou a Benešovskou pahorkatinou.

## Turistika
Po téměř celé své trase je potok sledován modrou turistickou značkou, která jej překonává 10 brodů, z nichž jsou pouze 3 přemostěné lávkou lávkou. Využívají ji pěší turisté a také cyklisté na horských kolech. Za velké vody se dá potok sjet na kajaku nebo kanoi. Vodácká obtížnost je WWII.

### Větší přítoky
- levé – Sulický potok
- pravé – Libeňský potok, Zlatý potok

## Vodní režim
Průměrný průtok u ústí činí 0,07 m³/s.

## Zajímavosti
Na dolním toku se nacházejí trampské osady vzniklé již ve třicátých letech 20. století.